# Astragalus desereticus
Astragalus desereticus es una especie de planta herbácea perteneciente a la familia de las leguminosas. Es originaria de Estados Unidos. 

## Descripción
Es una hierba perenne con un tallo corto que crece de una leñosa raíz pivotante y un caudex. Las hojas son de hasta 12 centímetros de largo y se componen de varios foliolos de hasta 1,4 centímetros de largo. El follaje está recubierto de pelos de color blanco plateado que conforman a la planta un color pálido. La inflorescencia es un racimo de 5-10 flores. Cada una de aproximadamente 2 centímetros de largo y de color rosado púrpura con puntas más oscuras en los pétalos. El fruto es una peluda legumbre de alrededor de un centímetro de largo. La planta se reproduce sexualmente por semilla y no puede reproducirse vegetativamente .

## Distribución
Es una planta herbácea perennifolia que se encuentra en Estados Unidos, donde se distribuye por Utah.

## Taxonomía
Astragalus desereticus fue descrita por Rupert Charles Barneby y publicado en Memoirs of The New York Botanical Garden 13: 634–636, map 80. 1964.
Etimología
Astragalus: nombre genérico derivado del griego clásico άστράγαλος y luego del Latín astrăgălus aplicado ya en la antigüedad, entre otras cosas, a algunas plantas de la familia Fabaceae, debido a la forma cúbica de sus semillas parecidas a un hueso del pie.
desereticus: epíteto